# Nnn (správce souborů)
nnn (také n³) je svobodný správce souborů s textovým uživatelským rozhraním pro systémy unixového typu. Je napsaný v Céčku a distribuovaný pod 2bodovou licencí BSD. Snaží se o minimalistické systémové nároky. K souborovým systémům přistupuje na nízké úrovni, aby minimalizoval počet čtení a byl tak použitelný i na vestavěných systémech.
Kromě lokální správy podporuje také připojování vzdálených adresářů pomocí protokolu SSHFS. Zobrazení výběru aktuálních souborů lze specifikovat pomocí regulárních výrazů.
Je otestováno jeho spuštění na Linuxu, FreeBSD, macOS, OpenBSD a Haiku.